# Microstylum
Microstylum is een vliegengeslacht uit de familie van de roofvliegen (Asilidae).

## Soorten
- M. acutirostre Loew, 1852
- M. albimystaceum Macquart, 1855
- M. albolimbatum Wulp, 1898
- M. amoyense Bigot, 1878
- M. ananthakrishnani Joseph & Parui, 1985
- M. anovense Oldroyd, 1980
- M. apicale (Wiedemann, 1821)
- M. apiforme (Walker, 1851)
- M. appendiculatum Macquart, 1847
- M. atrorubens Timon-David, 1952
- M. balbillus (Walker, 1849)
- M. barbarossa (Wiedemann, 1828)
- M. basalis Brunetti, 1928
- M. basirufum Bigot, 1878
- M. bhattacharyai Joseph & Parui, 1985
- M. bicolor Macquart, 1849
- M. biggsi Oldroyd, 1960
- M. bloesum (Walker, 1849)
- M. braunsi Engel, 1932
- M. brevipennatum Bigot, 1878
- M. bromleyi Timon-David, 1952
- M. brunnipennis Macquart, 1849
- M. capense (Fabricius, 1805)
- M. capucinum Bigot, 1879
- M. catastygnum Papavero, 1971
- M. cilipes Macquart, 1838
- M. cinctum Bromley, 1931
- M. coimbatorensis Joseph & Parui, 1987
- M. decretus (Walker, 1860)
- M. destructum Cockerell, 1909
- M. difficile (Wiedemann, 1828)
- M. dimorphum Matsumura, 1916
- M. dispar Loew, 1858
- M. dux (Wiedemann, 1828)
- M. elongatum Bigot, 1879
- M. erythropygum Bigot, 1878
- M. eximium Bigot, 1878
- M. fafner (Enderlein, 1914)
- M. fenestratum (Wiedemann, 1828)
- M. flavipenne Macquart, 1846
- M. flaviventre Macquart, 1850
- M. fulvicaudatum Bigot, 1879
- M. fulvigaster Bigot, 1878
- M. fulviventre Wulp, 1898
- M. galactodes Loew, 1866
- M. gigas (Wiedemann, 1821)
- M. gladiator Bromley, 1927
- M. griseum Bromley, 1927
- M. gulosum Loew, 1858
- M. haemorrhoidale Bigot, 1878
- M. helenae Bezzi, 1914
- M. hirtipes Ricardo, 1925
- M. hobbyi Bromley, 1947
- M. imbutum (Walker, 1851)
- M. incomptum (Walker, 1857)
- M. indutum Rondani, 1875
- M. insigne Bromley, 1927
- M. lacteipenne (Wiedemann, 1828)
- M. lambertoni Bromley, 1931
- M. leucacanthum Bezzi, 1908
- M. libo Walker, 1849
- M. lituratum Loew, 1863
- M. lucifer Bromley, 1930
- M. luciferoides Bromley, 1942
- M. maculiventris (Bezzi, 1908)
- M. magnum Bromley, 1927
- M. marudamamaiensis Joseph & Parui, 1987
- M. melanomystax Enderlein, 1914
- M. mexicanus Martin, 1960
- M. miles Karsch, 1879
- M. morosum Loew, 1872
- M. mydas Engel, 1932

- M. nigrescens Ricardo, 1900
- M. nigribarbatum Bigot, 1879
- M. nigricauda (Wiedemann, 1824)
- M. nigricorne Enderlein, 1914
- M. nigrimystaceum Ricardo, 1925
- M. nigrinum Enderlein, 1914
- M. nigrisetosum Efflatoun, 1937
- M. nigritarse Bromley, 1927
- M. nigrostriatum Hobby, 1933
- M. nigrum Bigot, 1859
- M. nitidiventre Bigot, 1878
- M. oberthuerii Wulp, 1896
- M. otacilius (Walker, 1849)
- M. parcum Karsch, 1888
- M. partitum (Walker, 1856)
- M. pauliani Timon-David, 1952
- M. pedunculata (Bezzi, 1908)
- M. pica Macquart, 1846
- M. polygnotus (Walker, 1849)
- M. pollex Oldroyd, 1970
- M. proclive (Walker, 1860)
- M. proximum Oldroyd, 1960
- M. pseudoananthakrishnani Joseph & Parui, 1989
- M. pulchrum Bromley, 1927
- M. rabodae Karsch, 1884
- M. radamae Karsch, 1884
- M. remicorne Loew, 1863
- M. rhypae (Walker, 1849)
- M. ricardoae Oldroyd, 1970
- M. rubigenis Bromley, 1927
- M. rubripes Macquart, 1838
- M. rufinale (Macquart, 1850)
- M. rufinevrum Macquart, 1855
- M. rufoabdominalis Brunetti, 1928
- M. rufum Ricardo, 1925
- M. sagitta Bigot, 1879
- M. saverrio (Walker, 1849)
- M. scython (Walker, 1849)
- M. seguyi Timon-David, 1952
- M. sessile Bezzi, 1908
- M. simplicissimum Loew, 1852
- M. sordidum (Walker, 1854)
- M. spectrum (Wiedemann, 1828)
- M. spinipes Ricardo, 1925
- M. spurinum (Walker, 1849)
- M. strigatum Enderlein, 1914
- M. sumatranum Enderlein, 1914
- M. sura (Walker, 1849)
- M. taeniatum (Wiedemann, 1828)
- M. tananarivense Bromley, 1931
- M. testaceum Macquart, 1846
- M. trimelas (Walker, 1851)
- M. umbrosum Bromley, 1931
- M. unicolor Ricardo, 1925
- M. ustulatum Engel & Cuthbertson, 1938
- M. validum Loew, 1858
- M. varipennatum Bigot, 1879
- M. varshneyi Joseph & Parui, 1985
- M. venosum (Wiedemann, 1821)
- M. vespertilio Engel, 1932
- M. vestitum Rondani, 1875
- M. vica (Walker, 1849)
- M. villosum Bigot, 1879
- M. vulcan Bromley, 1928
- M. wheeleri Cockerell, 1908
- M. whitei Brunetti, 1928